# NGC 5324
NGC 5324 est une galaxie spirale située dans la constellation de la Vierge. Sa vitesse par rapport au fond diffus cosmologique est de 3 327 ± 20 km/s, ce qui correspond à une distance de Hubble de 49,1 ± 3,5 Mpc (∼160 millions d'al). NGC 5324 a été découverte par l'astronome germano-britannique William Herschel en 1785.
Le professeur Seligman mentionne que NGC 5324 est peut-être ce qu'a observé l'astronome sud-africain William Henry Finlay et qui est inscrit dans l'Index Catalogue sous la cote IC 4407. Si ce n'est pas le cas, alors IC 4407 est un objet perdu ou inexistant.
La classe de luminosité de NGC 5324 est III et elle présente une large raie HI.
À ce jour, six mesures non basées sur le décalage vers le rouge (redshift) donnent une distance de 37,983 ± 13,873 Mpc (∼124 millions d'al), ce qui est à l'intérieur des valeurs de la distance de Hubble.